# Klasa A
A Klasa A é o sexto (sétimo em alguns voivodatos) maior nível do sistema de ligas do futebol polonês. É um nível totalmente regional e amador. Cada liga tem suas regras de rebaixamento e promoção, mas geralmente, eles são decididos com a disputa de play-offs (semelhante ao sistema argentino).